# Berrit Arnold

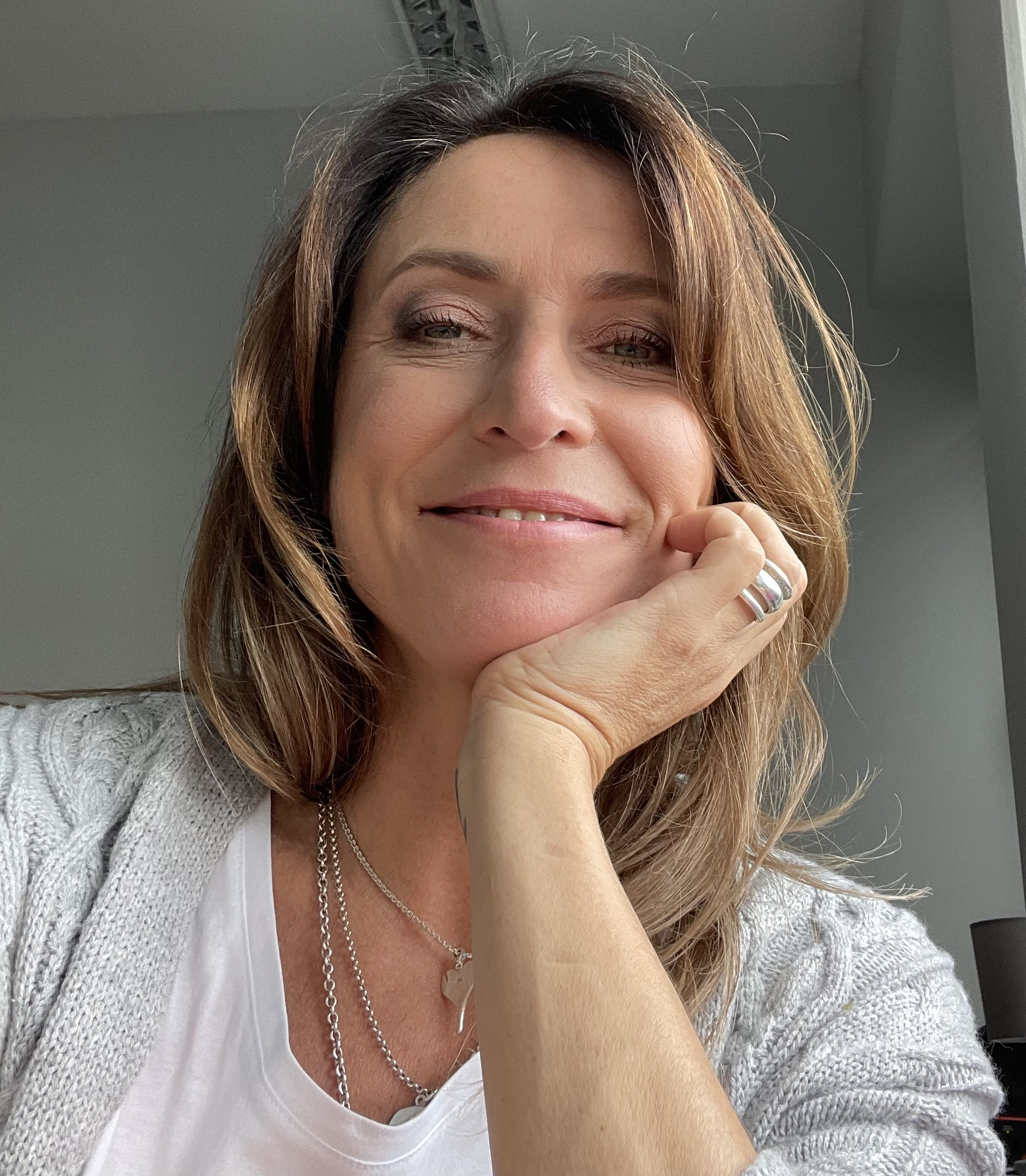
Berrit Arnold (2022)

Berrit Arnold (* 13. März 1971 in Erfurt) ist eine deutsche Schauspielerin.

## Leben
Arnold verbrachte ihre Kindheit und Jugend auf und hinter der Bühne des Plauener Stadttheaters, an dem ihre Mutter engagiert war. Nach dem Abitur 1989 arbeitete sie als Inspizientin und Regieassistentin an verschiedenen Theatern, unter anderem in München.
Sie absolvierte ihre Schauspielausbildung von 1992 bis 1994 am Schauspiel München. Bekannt wurde sie vor allem durch die Rolle der Annalena Bergmann in der Fernsehserie Marienhof, die sie mit Unterbrechungen zwischen 1994 und 2011 spielte. Seit 2020 verkörpert sie die Rolle der Daniela Bremer in der RTL-Serie Alles was zählt.
Für die Zeitschrift Max ließ sich Arnold im Mai 1997 und im Juli 1998 fotografieren sowie im Jahr 2004 für die Oktober-Ausgabe des deutschen Playboy.

## Filmografie (Auswahl)
- 1994–1998, 2001–2004, 2005, 2007, 2010, 2011: Marienhof (Fernsehserie)
- 1998: Tatort – In der Falle
- 1999–2001: SOKO 5113 (Fernsehserie)
- 2004–2005: Verschollen (Fernsehserie)
- 2006: Utta Danella – Der Himmel in deinen Augen (Fernsehfilm)
- 2007: Küstenwache – Bittere Erkenntnis (Fernsehserie)
- 2009: Alarm für Cobra 11 – Die Autobahnpolizei – Wer einmal lügt… (Fernsehserie)
- 2015: Um Himmels Willen – Mutterliebe
- 2015: Hubert und Staller – Rutschpartie (Fernsehserie)
- 2016: Antonio, ihm schmecktʼs nicht! (Kinofilm)
- 2017: Die Rosenheim-Cops – Rosenheim will hoch hinaus (Fernsehserie)
- 2018: In aller Freundschaft – Die Krankenschwestern – Ins kalte Wasser (Fernsehserie)
- 2018: Die Kanzlei – Nothalt (Fernsehserie)
- 2018, 2020: GZSZ
- seit 2020: Alles was zählt